# Christian Streiff
Pour les articles homonymes, voir Streiff.
Christian Streiff, né le 21 septembre 1954 à Sarrebourg (Moselle), est une personnalité française du monde des affaires. Après une longue carrière chez Saint-Gobain comme ingénieur et cadre dirigeant jusqu'au poste de directeur-général délégué et un bref passage à EADS comme président d'Airbus, il est de 2007 à 2009 le PDG de PSA Peugeot Citroën. Après son accident vasculaire cérébral en 2008, il se voit contraint de délaisser ces fonctions pour ne conserver que celles d'administrateur de grandes entreprises comme le groupe Crédit agricole, ce qui le pousse ensuite à devenir investisseur privé dans de jeunes entreprises

## Biographie

### Jeunesse et études
Christian Streiff fait ses études au collège et lycée public de Sarrebourg. Son éducation est marquée par son engagement dans le scoutisme.
Il rentre à l'École des mines de Paris en 1974 ; reçu premier au concours d'entrée, il en sort diplômé, major de sa promotion, en 1977. Il y crée avec Emmanuel de Séverac le cours d'écologie. Il participe à un groupe de théâtre et met en scène la Vie de Galilée de Bertolt Brecht dans laquelle il interprète plusieurs rôles.
À sa sortie d'école, la direction de l'École le recommande à Jean-Louis Beffa, président de Saint-Gobain, qui l'embauche.

### Carrière

#### Saint-Gobain
Christian Streiff commence sa carrière en 1979, à l'âge de 25 ans, au sein de la société Saint-Gobain. Il y occupe plusieurs fonctions auprès de ses différentes activités : fonderie automobile, fibre de verre, conditionnement, céramiques et plastiques. Il devient en 1989 directeur général de la filiale allemande spécialisée dans la fibre de verre, Vetrotex. Deux ans plus tard, il prend la tête en Italie de Vetri, filiale spécialisée dans l'emballage. En 1994, il devient directeur général de Saint-Gobain emballage.
En 1997, il est président de la branche canalisations à Pont-à-Mousson, et entre au comité de direction du groupe. De 2001 à 2003, il dirige le pôle matériaux haute performance établi à Paris et Boston (États-Unis). Le 4 mai 2005, des divergences stratégiques avec Jean-Louis Beffa, président du groupe, le conduisent à quitter Saint-Gobain.

#### EADS
Le 3 juillet 2006, Christian Streiff est nommé membre du comité exécutif d'EADS et président exécutif (CEO) d'Airbus.
Le groupe compte 70 000 salariés et réalise un chiffre d'affaires de 20 milliards d'euros. Il lance le plan Power 8 qui sera poursuivi plus de 5 ans après son départ. Christian Streiff obtient du conseil le lancement de l'A350, résout le problème du câblage électrique (en imposant le même logiciel de dessin aux équipes françaises et allemandes).
Il démissionne au bout de trois mois, le 9 octobre 2006 et est remplacé par Tom Enders.

#### PSA Peugeot Citroën
Le 6 février 2007, Christian Streiff est nommé président du directoire du groupe automobile PSA Peugeot Citroën, succédant à Jean-Martin Folz.Le groupe compte alors 200 000 salariés et réalise un chiffre d'affaires de 50 milliards d'euros. Il dirige alors Peugeot Citroën, Banque PSA finances, Faurecia, Gefco.
Il lance de nouvelles gammes 3000 et 5000 pour Peugeot, voiture sportive RCZ, et la gamme DS qui deviendra une marque (lancement avec la DS3). 
Il lance également un moteur de 1 000 cm3 (caractérisé par son économie d'énergie et produit en Lorraine, sur le site de Trémery). Il poursuit le travail de Jean-Martin Folz dans le développement du diesel en généralisant sur tous les modèles le système de DeNox.
En 2008 il  est membre du conseil de surveillance de ThyssenKrupp AG, Continental AG, Prysmian SpA (Italie) et Bridgepoint.
En mai 2008, un accident vasculaire cérébral le contraint à quitter, pendant plus d'un mois, la présidence opérationnelle du groupe PSA Peugeot Citroën. Pendant son absence, le groupe est dirigé par les autres membres du directoire, notamment Roland Vardanega qui représente le directoire à l'assemblée générale des actionnaires du 28 mai 2008, et à la pose de la première pierre de la nouvelle usine de Kalouga, en Russie, le 10 juin 2008.
En 2009 la famille Peugeot convainc le conseil de surveillance de PSA que l'état physique de Christian Streiff n'est plus compatible avec ses fonctions de président du directoire et le remplace par Philippe Varin à partir de juin 2009.

#### Autres activités
Christian Streiff s'investit alors dans de nouvelles activités, où il occupe divers postes dont :
Au sein d'entreprises :
- À partir de mai 2013 et pendant quelques années, vice-président du conseil d'administration de Safran. Il préside notamment le comité innovation et technologie, instance du conseil d'administration en charge « d'examiner les orientations et options stratégiques prises par le Groupe en matière d'innovation, de recherche et de technologie [...] ».
- Administrateur du groupe Crédit agricole.
- Business angel pour des start-ups comme Expliseat, Optireno et Zeplug, où il investit et poursuit une activité de conseil.

En dehors du monde professionnel :
- Président de la délégation Lorraine de la Fondation du patrimoine entre 1997 et 2002[réf. nécessaire].
- Président du Club économique franco-allemand (CEFA) à la succession de Francis Mer. Des propositions sur l'apprentissage sont données au Premier ministre Édouard Philippe en novembre 2017. À travers des conférences mensuelles appelées « rencontres-débats », le CEFA reçoit en 2017 Laurent Berger, Jacques Aschenbroich, en 2018 Antoine Gallimard, Olivier Brandicourt et d'autres personnalités du monde de l'économie, de l'industrie, de la culture.
- En 2016, concepteur, pour l'établissement privé Paul-Claudel-d'Hulst (7e arrondissement de Paris) des conversations Ariane, projet éducatif où des parents d'élève interviennent régulièrement pour présenter leur parcours professionnel. Construit dans une perspective d'orientation pour les études supérieures mais surtout pour le monde professionnel, ce projet a été reconduit les années suivantes. Selon son auteur, cette initiative, qui s'inscrirait dans une visée plus globale d'ouverture sur le monde où l'éducation jouerait un rôle crucial, aurait vocation à s'étendre à l'échelle nationale dans les établissements scolaires de la sixième à la terminale.

### Vie privée
Agnostique, Christian Streiff est marié et père de trois enfants. Il pratique la randonnée, la navigation à voile et le pilotage d'avion de tourisme.
Accident vasculaire cérébral
Il raconte son combat contre la maladie dans son livre J'étais un homme pressé paru en 2014 au Cherche midi.
Les suites de son AVC ont inspiré une partie du scénario du film Un homme pressé, de Hervé Mimran, avec Fabrice Luchini, sorti en salle le 7 novembre 2018,. 
À l'occasion de la sortie de ce film, Christian Streiff affirme : « Ce PDG méprisant qu’incarne Luchini, ce n’était pas moi ». Il avoue cependant avoir aimé le film dans lequel il joue un petit rôle que lui a proposé Hervé Mimran.

## Publications
- Kriegspiel (roman), Strasbourg, Nuée Bleue, 2000, 201 p. (ISBN 978-2-7165-0520-8).
- J'étais un homme pressé : AVC, un grand patron témoigne (biographie), Paris, Cherche-midi, coll. « Documents », 2014, 147 p. (ISBN 978-2-7491-3311-9).